# Piatra (gmina Drajna)
Piatra – wieś w Rumunii, w okręgu Prahova, w gminie Drajna. W 2011 roku liczyła 41 mieszkańców.